# Walter Lowrie
Walter Lowrie (Edinburgh, 1784. december 10. – New York, 1868. december 14.) az Amerikai Egyesült Államok szenátora (Pennsylvania, 1819–1825).